# Vương quốc Aragón
Vương quốc Aragon (tiếng Aragon: Reino d'Aragón, tiếng Catalunya: Regne d'Aragó, tiếng Latinh: Regnum Aragonum, tiếng Tây Ban Nha: Reino de Aragón) là một vương quốc quân chủ thời Trung Cổ và cận đại nằm trên bán đảo Iberia, ngày nay là vùng hành chính tự quản Aragon tại Tây Ban Nha. Vương quốc Aragon là lãnh địa chính dưới quyền cai trị của Vương quyền Aragon (tiếng Latinh: Corona Aragonum), cùng với các lãnh địa khác như Bá quốc Barcelona, các lãnh địa bá tước Catalan khác, Vương quốc Valencia, Vương quốc Mallorca, và các vùng đất khác mà bây giờ là một phần của Pháp, Ý, và Hy Lạp — các vùng đất trên cũng nằm dưới sự cai trị của vua Aragon, nhưng được quản lý riêng biệt với vương quốc Aragon.